# Пољска кухиња
Пољска кухиња, као појам, представља начин кувања и припреме хране, који је пореклом из Пољске, или је веома популаран у тој земљи. Пољска кухиња је еволуирала током векова и постала веома разноврсна, а на формирање посебних карактеристика пољске кухиње утицале су историјске промене у Пољској. Кроз историју, пољска кухиња је била подвргнута утицају и регионалним променама, посебно подручје Пољске републике које је кроз историју насељавао читав мозаик народа. Као резултат тога, постоје јаки кулинарски утицаји различитих земаља. Пољска кухиња има многе сличности са другим словенским земљама, односно њиховим начином припреме хране, посебно са Чешком, Словачком и Украјином. Такође су велики утицај на развој кулинарства у Пољској имале кухиње Централне Европе, првенствено Немачка, Аустрија и Мађарска као земље са карактеристичном кухињом, као и Јеврејска, Француска, Турска и Италијанска кулинарска традиција. Богата је месом, нарочито свињетином, пилетином и говедином (у зависности од региона припреме јела), зимским поврћем (купус у јелу Бигос), и биљкама (зачинским и у употреби справљања салате). Карактеристична је и употреба различитих врста резанаца од којих су највише у употреби тзв. Клуски, као и целе житарице, као што су у јелу каша (пољ. kasza) јело од куваних житарица. Уопштено говорећи, пољска кухиња је весела, динамична и домаћинска, користи много павлаке и јаја. Традиционална јела су често захтевна у припреми и изискују више времена. Многи Пољаци троше већу количину времена да припреме, послуже и уживају у својим свечаним јелима, нарочито за припрему вечере пред Божић (пољ. Wigilia) или ускршњег доручка. Припрема хране за те догађаје, може захтевати и по неколико дана, како би закуска била готова у целости.
Пољска национална јела су бигос, пироги, кобасица, котлети, голобки (врста ролнице од купуса), зрази (врста ролата), печење, кисела чорба од краставца, чорба од печурака, чорба од парадајза, росул (разне врсте варива од меса), журек (врста киселе чорбе од пшенице), флаки и баршч.
Главни оброк се обично једе око 2 поподне или касније током дана. То је велика количина хране, већа него на ручковима у нпр. Северној Америци, Британији, Шведској... Може да се састоји од три дела, посебно се троделни ручак негује међу традиционалистима, почевши са супом, попут популарног Росула и супе од парадајза или мало јачим Баршчом (чорба од цвекле и купуса) или Зурком (киселом чорбом од ражи), а затим следи предјело које се често служи и у ресторанима, а то је харинга (припремљена у креми, уљу, или сирћету); или лаганије месо и салате од поврћа. Главно јело обично укључује велику порцију меса, као што је печење или котлет схабови (поховани свињски котлет), или пилетина. Поврће је тренутно замењено лиснатим зеленим салатама (кељ, спанаћ, броколи), а некада се служило исецкано (шаргарепа, цвекла, лук, целер) са лимуном и шећером или киселим купусом. Као прилог најчешће се спрема кувани кромпир, затим пиринач или мало традиционалнија каша (житарице). Јела се често завршавају са десертима као што су маковњача, пецива са маком, или дрожџувком, врстом колача са квасцем. Остали Пољски специјалитети укључују хлодњик (хладна цвекла или воћна супа за вреле дане), голонка (свињски зглавци кувани са поврћем), колдуни (кнедле са месом), зрази (пуњене кришке говедине), салцесон и лаки (очишћени желудац различитих животиња).

## Историја Пољске хране

### Средњи век
Пољска кухиња у средњем веку била је заснована на јелима од пољопривредних производа и житарица (просо, раж, пшеница), меса дивљих и домаћих животиња, воћа, шумских плодова, меда, лековитог биља и локалних зачина. Позната пре свега, по обилној употреби соли из Вјеличке (рудник соли) и стално присуство гриза (каше). Високо калорична вредност јела и пиво или медовина као основно пиће било је типично за средњи век пољске кухиње.
Током средњег века, кулинарство у Пољској чинила је јака и зачињена храна. Два главна састојка су месо (дивљач и говедина) и житарице. Касније се користило просо, али је током средњег века употреба осталих житарица постала популарна. Већина народа није користила хлеб већ су се хранили житарицама у виду каше или различитих врста лепиња, од којих се неки сматрају традиционалним рецептима чак у 21. веку. Осим житарица, велики део свакодневне исхране средњовековних Пољака састојало се од пасуља, углавном боба и грашка. Како је територија Пољске густо обрасла шумом, употреба гљива, шумских бобица, ораха и дивљег меда је такође широко распрострањена. Међу делицијама пољског племства биле су медвеђе шапе динстане у меду, послужене са салатом од рена (сада врсте заштићене у Пољској), димљени медвеђи језик и медвеђа сланина.

### Ренесанса
Кисели краставци на пољски начин (пољ. ogórek kiszony) је начин припреме развијен у северној Европи. Тај рецепт је распрострањен широм света и налази се у кухињама многих земаља. Како и сам назив каже киселог је укуса, али може да се зачини другачије. Обично се чува у дрвеним бурадима. Краставац који се кисели само неколико дана је различитог укуса (односно мање кисео) од оног који се кисели дуже време и зове се пољ. ogórek małosolny, што значи "лако усољен краставац". Друга врста киселог краставца, популарна у Пољској, је конзервисани краставац (пољ. ogórek konserwowy) који је прилично сладак и сирћетног укуса, због различитог састава средства за конзервацију и чињенице да није ферментисан, већ само конзервиран. Чува се у дрвеним бурадима.
Неоспорна чињеница је да су се у палати краљице Боне ручавала јела спремљена италијанским начином, јер је она искључиво запошљавала италијанске куваре, од којих су неки првобитно ангажовани у припреми забава за аристократске породице, али који су убрзо почели да служе типична италијанска јела као део дневног менија у палати. Записи показују да је краљица Бона увозила велике количине јужно европског, америчког и западноазијског воћа (поморанџе, лимун, шипак, маслине, смокве, парадајз), поврћа (кромпир и кукуруз), орашастих плодова (кестен, суво грожђе и бадем, укључујући и марципан) , заједно са зрневљем (као што је пиринач), шећерне трске и италијанског маслиновог уља. Палата је такође увозила разно биље и зачине, укључујући црни бибер, мирођију, шафран, ђумбир, мушкатни орашчић, каранфилић и цимет.

### Комонвелт
Пољска је била једна од највећих земаља у свету, и обухватала многе регионе својом, препознатљивом кулинарском традицијом. Два Пољска краља, Владислав IV Васа и Јан II Казимир оженили су исту француску принцезу, Марију Луизу Гонзага, кћи Карла I Гонзаге; прогоњена од стране краља Луј XIII, због њеног поверења у његовог противника Гастон Орлеанског, војводе од Орлеанса. Марија Луиза стигла је у Варшаву 1646, остала је удовица, и поново се удала 1649. Луиза је повела са собом дворјане Французе, укључујући, секретарице, официре, лекаре, трговце, занатлије, као и многе куваре.